# KENSO
KENSO（ケンソー）は、清水義央（しみずよしひさ）を中心に結成された日本のプログレッシブ・ロック・バンド。

## 略歴
1974年、ギタリスト兼リーダーとなる清水義央を中心にバンド「県相（けんそう）」が結成される。当時清水は神奈川県立相模原高等学校の2年生で、バンド名は学校の通称から取った。
1980年、自主制作盤である1stアルバム『KENSO』リリース。
1985年、キングレコード傘下のNEXUSより3rdアルバム『KENSO』（1stアルバムとは別物）でメジャー・デビュー。
幾多のメンバーチェンジ後、1990年に当時芸大の作曲科の現役の学生だった光田健一が参加し、清水以下、小口健一（光田（キーボード）・ギター）、光田（キーボード）、三枝俊治（ベース）、村石雅行（ドラムス）のラインナップが完成。1991年に5thアルバム『夢の丘』をリリース。同作はフランスでも発売された。
2000年、ロサンゼルスで行われたプログレッシブ・ロック・フェスティバル「PROGFEST」に出演。
2002年に7thアルバム『天鵞絨症綺譚（びろーどしょうきたん）』をリリース。
2003年10月31日には、清水の出身校である神奈川県立相模原高等学校にて同校の創立40周年記念式典ライブを行う。
2004年、ドラムの村石に代わり、前年のライブにゲストとして参加していた小森啓資が加入。
2005年、ベツレヘムで行われたプログレッシブ・ロック・フェスティバル「NEARfest」に出演。
2006年、8thアルバム『うつろいゆくもの』をリリース。
2014年、8年ぶりの新作となる9thアルバム『内ナル声ニ回帰セヨ』をリリース。
2024年、10年ぶりの新作となる10thアルバム『An old warrior shook the Sun（邦題： 老兵礼讃）』をリリース。

## メンバー

### 現メンバー
清水義央（しみずよしひさ）：Gt.
「KENSO」の中心人物にしてリーダー。少年時代にロックの洗礼を受けギタリストを目指した。流麗さとハードさが構築的に同居するバンドの音楽性にもそのロック志向が色濃く反映されている。1974年にKENSOを結成して以来バンドを主導し続ける。ミュージシャンであると同時に神奈川県横浜市で開業している現役の歯科医でもあり、1990年に大脳生理学で岡山大医学部の医学博士号を取得している。
KENSOのコンサートは清水の本業の多忙さと他のメンバーが平行して行っている活動の合間を縫って行われており、そのキャリアに比して露出的な活動は少ない。2003年に東京・池袋で行われたローランドのイベントに出演した際には「午前中は診察があったもんで、、、」と忙しさをうかがわせた。
辛辣な毒舌が特徴で、サイトの日記上などでは他のアーティストに向けた歯に衣着せぬ暴言が飛び出すことは日常茶飯事であり、ライブにおいても同様である。上記のローランドのイベントでは自分がネクタイをしている事を冗談めかして「これは危険な発言をしないようにというローランドに対する忠誠の証としてつけてます！だからこれが外れたときは危ないですよ〜。」と自ら述べている。
小口健一（おぐちけんいち）：Key,Gt.
1983年に加入。
2025年8月19日、メンバーの清水が自身のブログにて小口た他界したことを報告した。
光田健一（みつだけんいち）：Key.
1990年に加入。現在のメンバーの中では最年少で、加入当時はまだ東京芸大音楽学部作曲科の現役の学生であった。プログレッシブ・ロックバンドのメンバーとして名を連ねるが、ソロ活動ではポップな曲も手がけ、自らボーカルを取ることも多い。1998年より2001年までスターダストレビューに正式メンバーとして参加していた。
三枝俊治（さえぐさしゅんじ）：Ba.
1989年に加入。2001年9月、既にベーシストとしてのキャリアを積んでいたが「武者修行」と称してバークリー音楽大学に留学。留学中は現地のミュージシャンと様々な交流を行い、ニューヨークのカーネギー・ホールにて、バークリーストリングチェンバーオーケストラの一員として演奏を果たす。2004年12月に同校のジャズ作曲科（Jazz Composition Major）のプロフェッショナルディプロマ（Diploma Program）を首席卒業。
小森啓資（こもりけいすけ）：Dr.
2004年に加入。センス・オブ・ワンダー、野獣王国などで活動。また、数多くのミュージシャンとセッションしている。

### 過去に在籍した主なメンバー
- 田中政行（Ba,Key）1stアルバム『KENSO』等に参加。
- 矢島史郎（Flute）1stアルバム『KENSO』、2ndアルバム『KENSO II』等に参加（3rdはゲストとして参加）。
- 山本治彦（Dr,Perc）1stアルバム『KENSO』-4thアルバム『スパルタ』等に参加。KENSOと掛け持ちする形で、LOOKにキーボーディストとして参加していた（「山本はるきち」名義）。
- 牧内淳（Key）2ndアルバム『KENSO II』等に参加（1st、3rdにはゲストとして参加）。
- 松元公良（Ba）2ndアルバム『KENSO II』-4thアルバム『スパルタ』等に参加。
- 佐橋俊彦（Key）3rdアルバム『KENSO（3rd）』、4thアルバム『スパルタ』等に参加。現在、映画・ドラマ等の作曲家として活躍中。
- 村石雅行（Dr）4thアルバム『スパルタ』以降バンドのドラマーを務め、7thアルバム『天鵞絨症綺譚』まで参加。2003年脱退。

## バンド名の由来
もともと「神奈川県立相模原高等学校」の略称である「県相」からとったものであるが、「喧騒」などの意味も含めるために、1stアルバム発表時から英語表記の「KENSO」を用いている。

## ディスコグラフィ

### スタジオ・アルバム
- KENSO（1980年）
- KENSO II（1983年）
- KENSO （III）（1985年）
- スパルタ（1989年）
- 夢の丘（1991年）
- エソプトロン（1999年）
- 天鵞絨症綺譚（2002年）
- うつろいゆくもの（2006年）
- スパルタ・ネイキッド（2009年）
- 内ナル声ニ回帰セヨ（2014年）
- An old warrior shook the Sun（邦題：老兵礼讃）（2024年）

### ライブ・アルバム
- IN CONCERT（1986年）
- LIVE '92（1993年）
- 空に光る～EARLY LIVE Vol.1（1994年）
- 陰翳の笛～EARLY LIVE Vol.2（1995年）
- ZAIYA LIVE （1996年）
- IN THE WEST （1998年）
- 謙遜愚素 （2000年）
- PROGFEST 2000（2003年）※スーパーシスター、スポックス・ビアードらとのコンピレーション
- ハレ紀 HA-RE-KI（2009年）※DVD-オーディオ
- AYR （2009年）※DVD-オーディオ、兼ドキュメンタリー

### 映像作品
- 秘匿性心象（VHS）※1983年から2000年までのライブ映像を収めたヒストリービデオ
- KENSO LIVE IN USA at NEARfest 2005（DVD：2006年）
- KENSO版プログレッシブロックの作り方（DVD：2008年）

BOX
- KENSO COMPLETE BOX(DVD付)（2012年）※『うつろいゆくもの』までの全スタジオ・アルバム8CD+IN CONCERT(2CD)+LIVE '92+ZAIYA LIVE+ボーナス1CD+ボーナス1DVDの全14枚組